# Saarkohlenwald

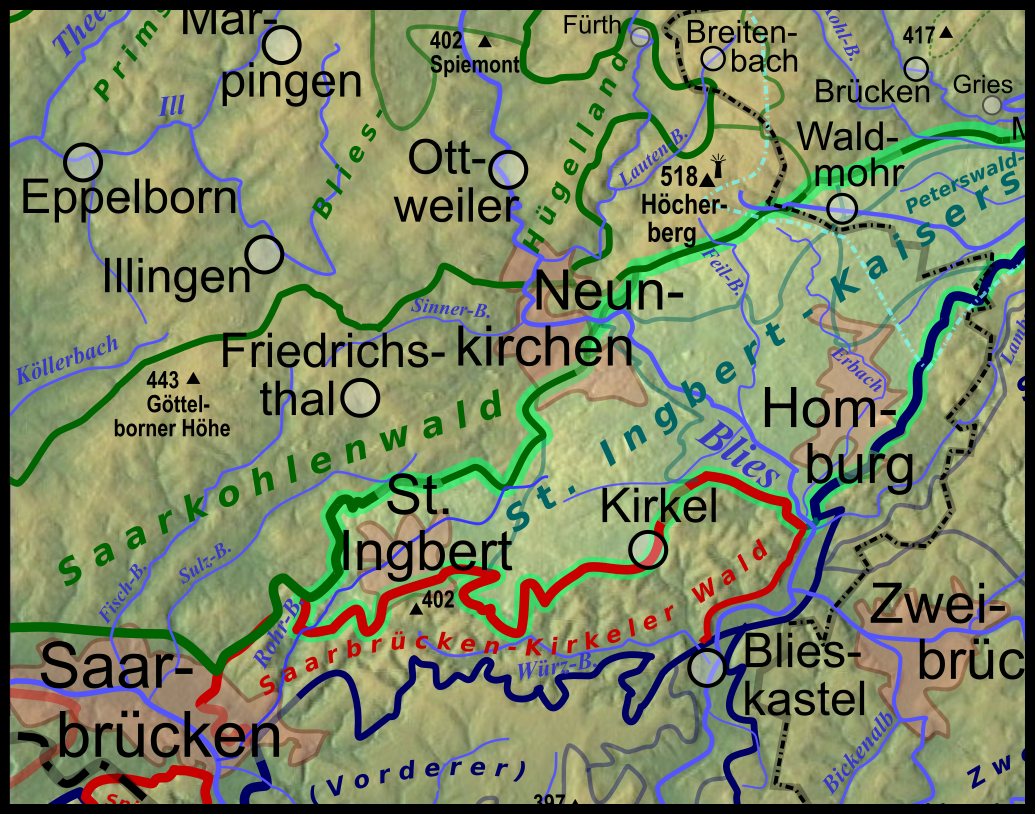
Der Saarkohlenwald (linke Bildhälfte, dunkelgrün umrandet) zwischen Saarbrücken und Neunkirchen

Der Saarkohlenwald ist ein Naturraum (durchlaufende Nummerierung: 191.0 Saarkohlenwald) innerhalb des Saar-Nahe-Berglandes. Er erstreckt sich über ein Gebiet von ca. 61 km². Im Südwesten grenzt er an die Stadt Völklingen, im Südosten an das stark verdichtete Gebiet der Landeshauptstadt Saarbrücken und im Nordosten bezieht der Naturraum das Gebiet der Kreisstadt Neunkirchen (Saar) teilweise ein. Ungeachtet des Namens umfasst der Naturraum neben Waldgebieten dicht besiedelte und verstädterte Bereiche wie Dudweiler, Sulzbach/Saar, Friedrichsthal (Saar) und Neunkirchen (Saar). 

## Geologie und Vegetation

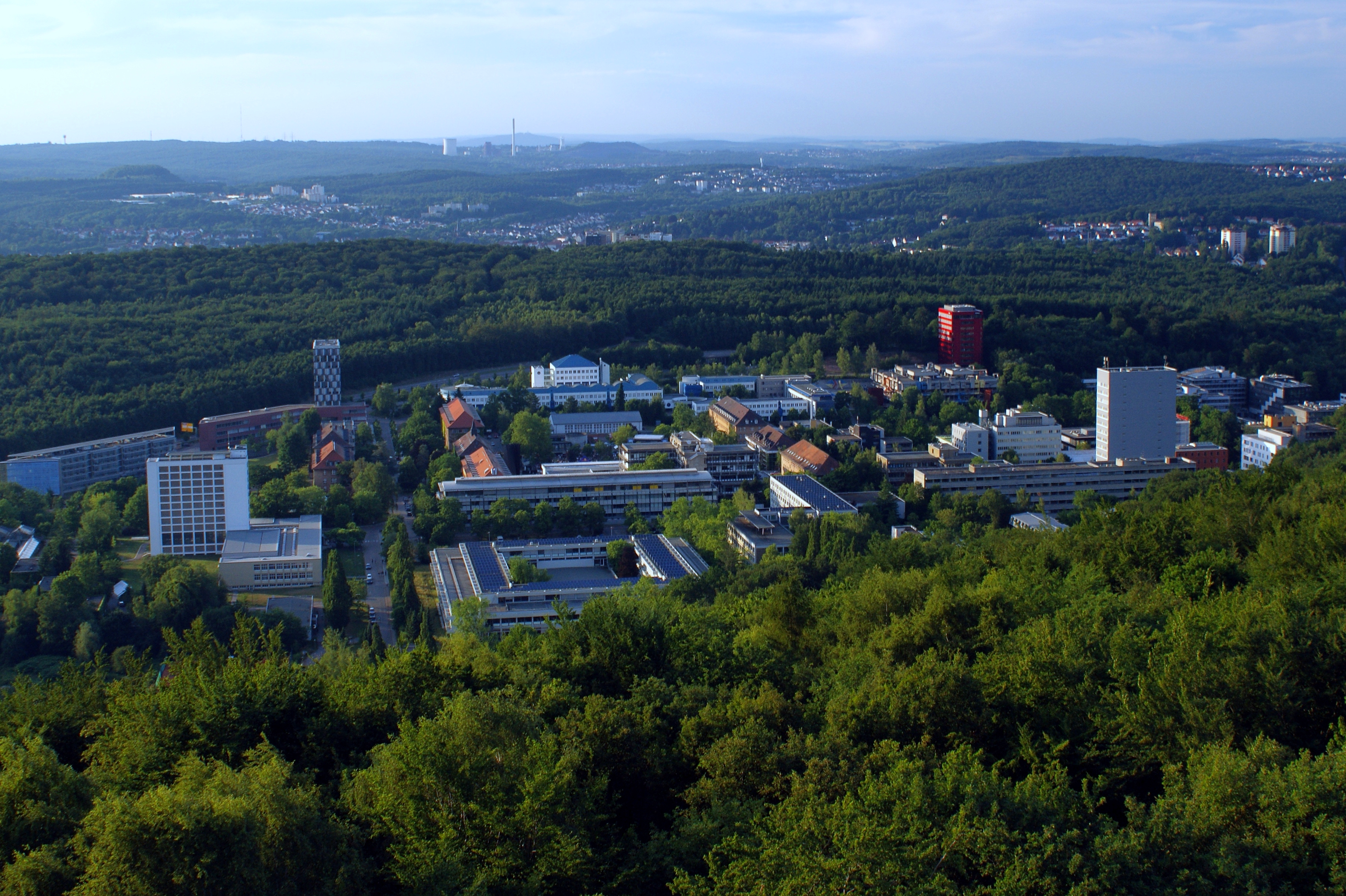
Ausblick vom Saarbrücker Schwarzenbergturm in Richtung Quierschied (Kraftwerk Weiher). Die bewaldeten Bergrücken treten hervor, während die Orte in den Tallagen (Dudweiler, Sulzbach) verdeckt sind.

Die Ausdehnung des Saarkohlenwaldes entspricht annähernd der Ausdehnung des Karbons im Saarland rechts der Saar. Er ist in die „grüne“ (= bewaldete) Achse des Saarlandes eingebettet, die sich vom Warndt im Südwesten bis nach Homburg im Osten zieht.
Als potentielle natürliche Vegetation wird ein mesophiler Buchenwald auf Karbon und im Bereich der Talaue bachbegleitender Erlen-Eschenwald angenommen.

## Geschichtliche Entwicklung und Nutzung
Im 18. Jahrhundert setzte sich die Hochwaldwirtschaft durch, gefolgt vom napoleonischen und preußischen Staatsforstbetrieb. Vor ca. 250 Jahren errichtete die französische Bergwerkdynastie Gouvy im Wald Bergwerke. Die Ausbeutung in großem Stil durch den Abbau von Kohle und Eisenerz setzte mit der Entwicklung des Saarlandes zum Montanrevier ein. Das Holz wurde zur Gewinnung von Holzkohle, die für die Eisen- und Glashütten an den Ufern der Bäche benötigt wurde, und als Ausbauholz für den Kohleabbau geschlagen. Im Laufe des 20. Jahrhunderts, in dem der Bergbau und die Montanindustrie an Bedeutung verloren, hat sich das Gebiet wieder zu einem dichten Wald entwickelt, allerdings durch Autobahnen und Siedlungen durchschnitten.

## Heutiger Zustand und Nutzung
Durch den Untergang von Schwerindustrie und Bergbau fand auch die Ausbeutung des Waldes ein Ende. Versteckt hinter Bäumen und Sträuchern findet man heute noch Ruinen und Relikte der Nutzungen aller Epochen. Im Zentrum des Waldes liegt der "Urwald vor den Toren der Stadt", als Europäisches Naturerbe im Rahmen der Fauna-Flora-Habitat-Richtlinie und als Vogelschutzgebiet ausgewiesen. Heute dient der Wald dem Erholungsbedürfnis der Bevölkerung und dem Naturschutz. So führen heutzutage auch mehrere Wanderwege wie der Haldenrundweg und die Urwaldtour durch diesen.
Einen Überblick über den Saarkohlenwald in Karten aus dem Zeitraum zwischen 1808 und 2006 bietet der Regionalverband Saarbrücken. Auf den Karten sind die Geschichte(n) historischer Orte markiert und beschrieben.

## Pilotprojekt Saarkohlenwald
Der Saarkohlenwald mit seinen Zeugnissen der Industrie- und Siedlungsgeschichte soll im Rahmen des Konzeptes „Regionalpark Saar“ als Erholungslandschaft für den Ballungsraum Saarbrücken erschlossen werden. Planungen, wie „der Urwald vor den Toren der Stadt“, die Gestaltung der Umgebung der Scheune Neuhaus und der Ausbau des Wald-Kultur-Zentrums mit dazugehöriger Gastronomie wurden umgesetzt. Des Weiteren entstanden neue Radwege, ein Prozessschutzwald und ein Arboretum. In Planung ist, den ehemaligen Landschaftsgarten „Ludwigspark“ zu restaurieren und Bergehalden mit Aussichtsplattformen auszustatten. Sie sollen als Landmarken weithin sichtbar sein.

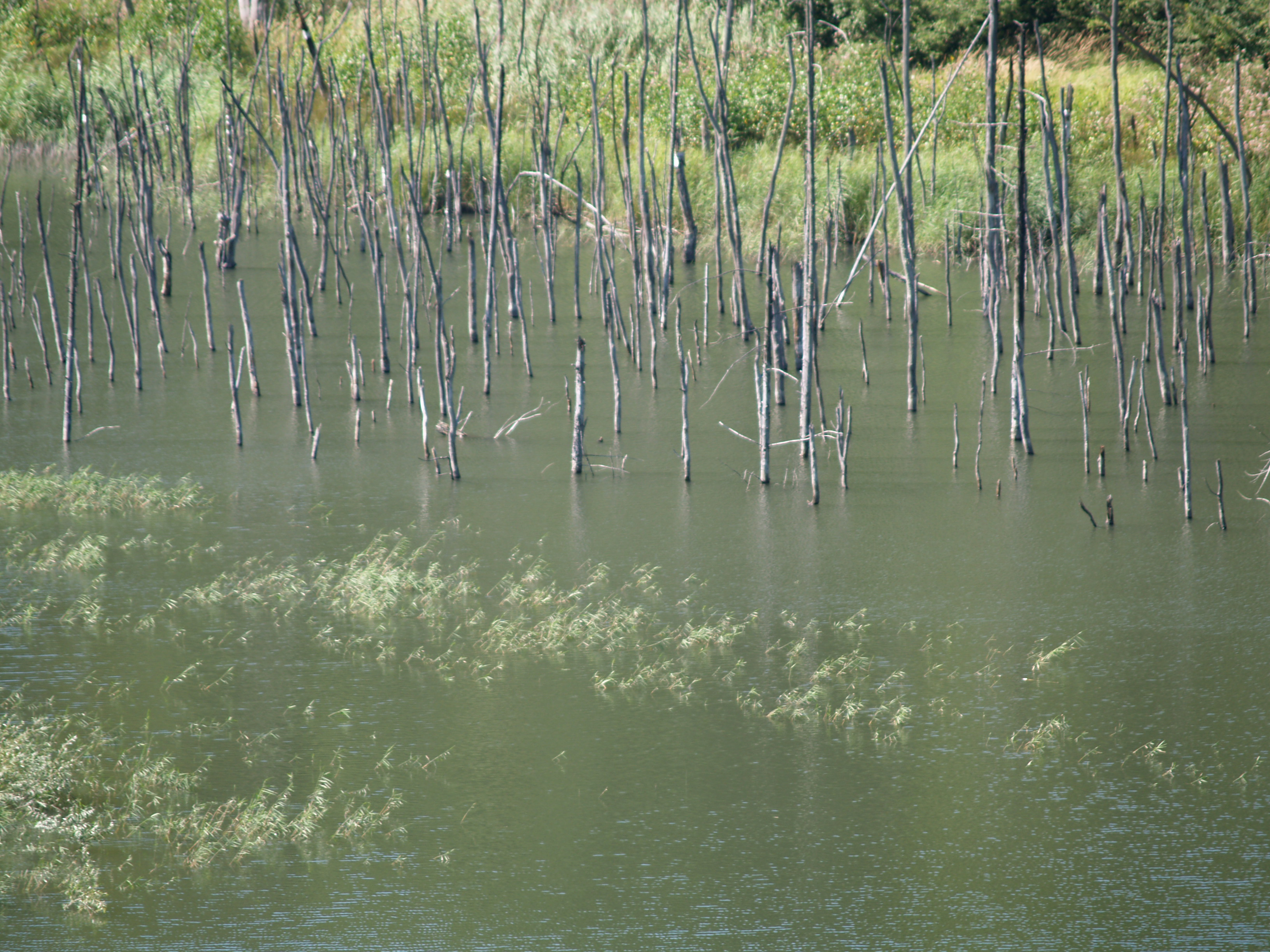
Absinkweiher im Frommersbachtal

Über weitere Planungen und Maßnahmenvorschläge wird nachgedacht:
- Naturnahe Entwicklung von Fließgewässern
- Gewässerrenaturierung
- Entfernung standortfremder Gehölze in der Aue
- Sanierung und Rekultivierung von Halden, Absinkweihern und Sandgruben, Rückbau von Industrie- und Verkehrsflächen
- Umbau standortfremder Forstbestände

Im Rahmen der Ziele des Regionalparks Saar wird die Vielfalt, die der Wald zu bieten hat, erhalten und geschützt, aber auch für die Bevölkerung erkennbar, erlebbar und verstehbar gestaltet.

## Trivia
Am Brennenden Berg schwelt seit dem 17. Jahrhundert ein unterirdisches Kohlenflöz.